# Mashallah (Arabisch)

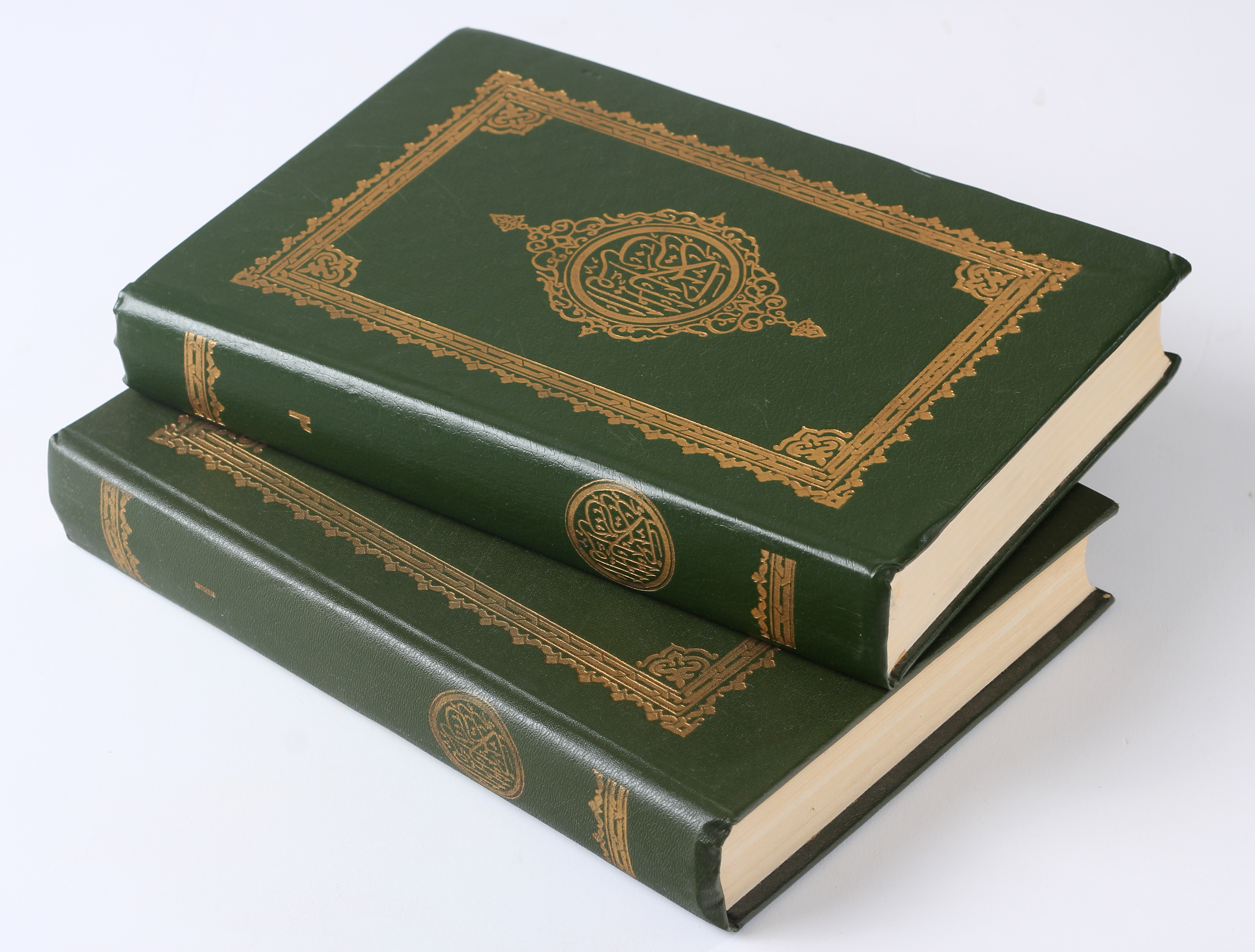
Het woord is meerdere malen terug te vinden in de Koran. Het heilige boek van de Moslims.

Mashallah (Arabisch: ما شاء الله), wordt geschreven als Ma şa Allah of Ma Shaa Allah, het is een Arabische term en betekent "wat God heeft gewild". Ma sha Allah wordt vaak gebruikt om waardering, vreugde, lof of dankbaarheid uit te drukken voor een bepaalde gebeurtenis die plaatsvindt bij jezelf. Het is ook een veel voorkomende uitdrukking die in de moslimwereld wordt gebruikt voor de zegeningen die God je gegeven heeft.

## Etymologie
De letterlijke betekenis van Ma sha Allah is "wat God heeft gewild". Het wordt gebruikt om te zeggen dat er iets goeds is gebeurd in je persoonlijke leven. In sha Allah, letterlijk 'als God het gewild heeft', wordt op dezelfde manier gebruikt, maar heeft betrekking op een toekomstige gebeurtenis.
"Ma sha Allah" kan worden gebruikt om dankbaar te zijn voor de zegeningen die God je gegeven heeft, zoals een kind, auto of een huis wat natuurlijk iets moois en prachtig is voor iederéén. 

## Cultuur
In sommige culturen wordt “Ma sha Allah” gebruikt in de overtuiging dat het bescherming kan bieden tegen jaloezie, het boze oog of een djinn. De term wordt in de spreektaal van veel niet-Arabischsprekende moslims gebruikt, waaronder Indonesiërs, Maleisiërs, Iraniërs, Turken, Koerden, Bosniakken, Azerbeidzjanen, Tsjetsjenen, Avaren, Circassiërs, Bengalen, (Krim-)Tataren, Albanezen.
Alhoewel de term voornamelijk in de islamitische wereld gebruikt wordt, is dit niet altijd het geval. Zo gebruiken (christelijke) Slavische volkeren op het Balkanschiereiland, zoals Serviërs, Bulgaren en Macedoniërs, ook het woord mashallah ("машала"/"mašala").
Ook Mizrachi-Joden gebruiken het woord “Mashallah” in hun spreektaal.